# Sayaka Hirano
Sayaka Hirano (n. 24 martie 1985, Kanuma, Prefectura Tochigi, Japonia) este o jucătoare de tenis de masă ce a reprezentat Japonia, medaliată olimpică. A participat la 2 ediții ale Jocurilor Olimpice (2008, 2012) în care a câștigat o medalie de argint.